# Leptohyphes peterseni
Leptohyphes peterseni är en dagsländeart som beskrevs av Georg Ulmer 1920. Leptohyphes peterseni ingår i släktet Leptohyphes och familjen Leptohyphidae. Inga underarter finns listade i Catalogue of Life.